# دیملر اس‌پی۲۵۰
دیملر اس‌پی۲۵۰ (Daimler SP۲۵۰) خودرویی است که در سال‌های ۱۹۵۹ تا ۱۹۶۴تولید شده‌است.
این خودرو در کلاس خودرو اسپورت قرار گرفته، طراحی آن خودروهای موتور جلو-محور عقب بوده طول آن در حالت طبیعی ۱۶۵ اینچ (۴٬۱۹۱ میلیمتر)، عرض آن در حالت طبیعی ۶۰ اینچ (۱٬۵۲۴ میلیمتر) و ارتفاع آن در حالت طبیعی ۵۰٫۲۵ اینچ (۱٬۲۷۶ میلیمتر) و وزن آن در حالت طبیعی ۲٬۰۷۰ پوند (۹۴۰ کیلوگرم) است. سیستم جعبه‌دندهٔ آن ۴ دنده به دو صورت خودکار و دستی است.

## نگارخانه

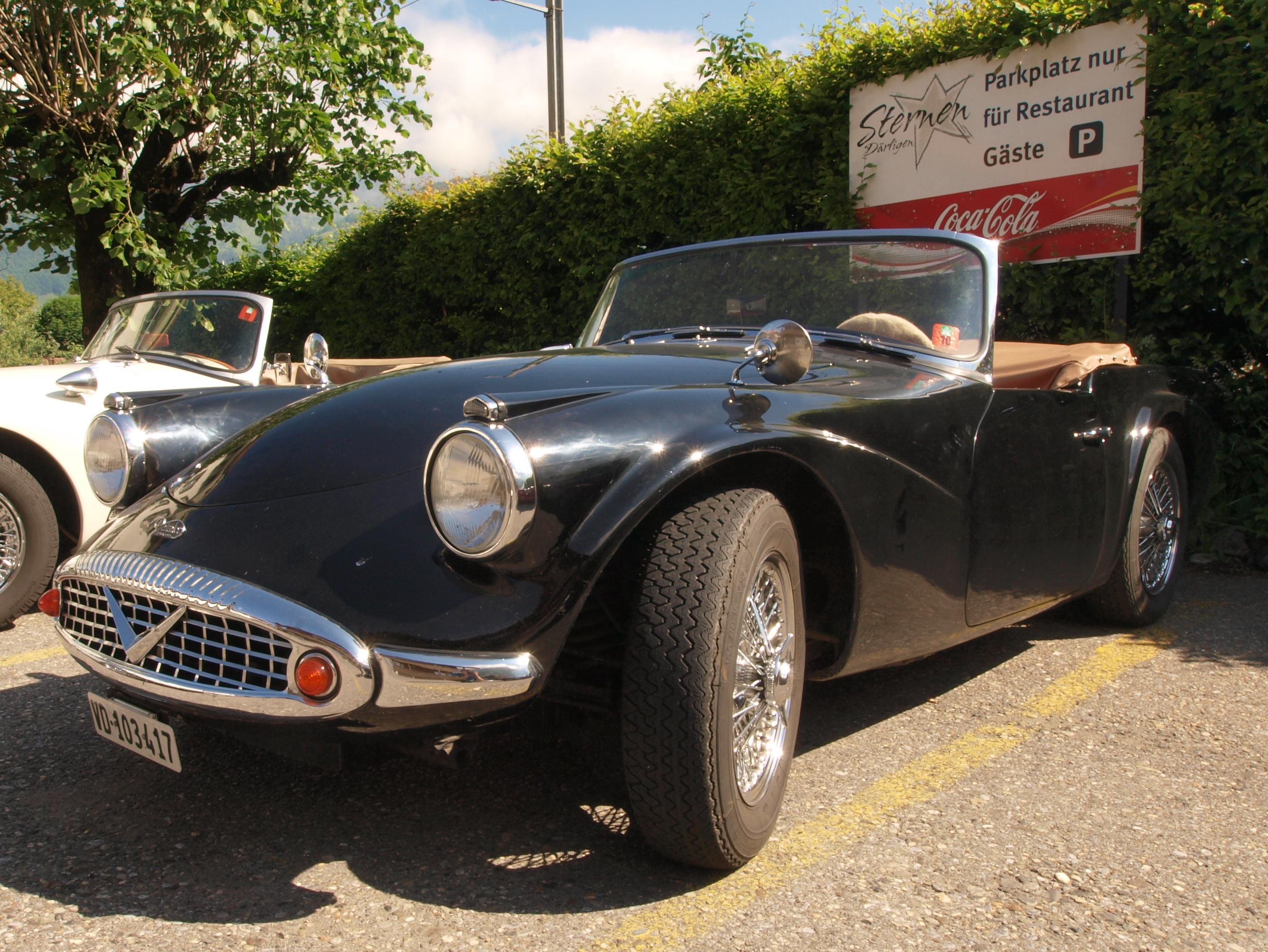
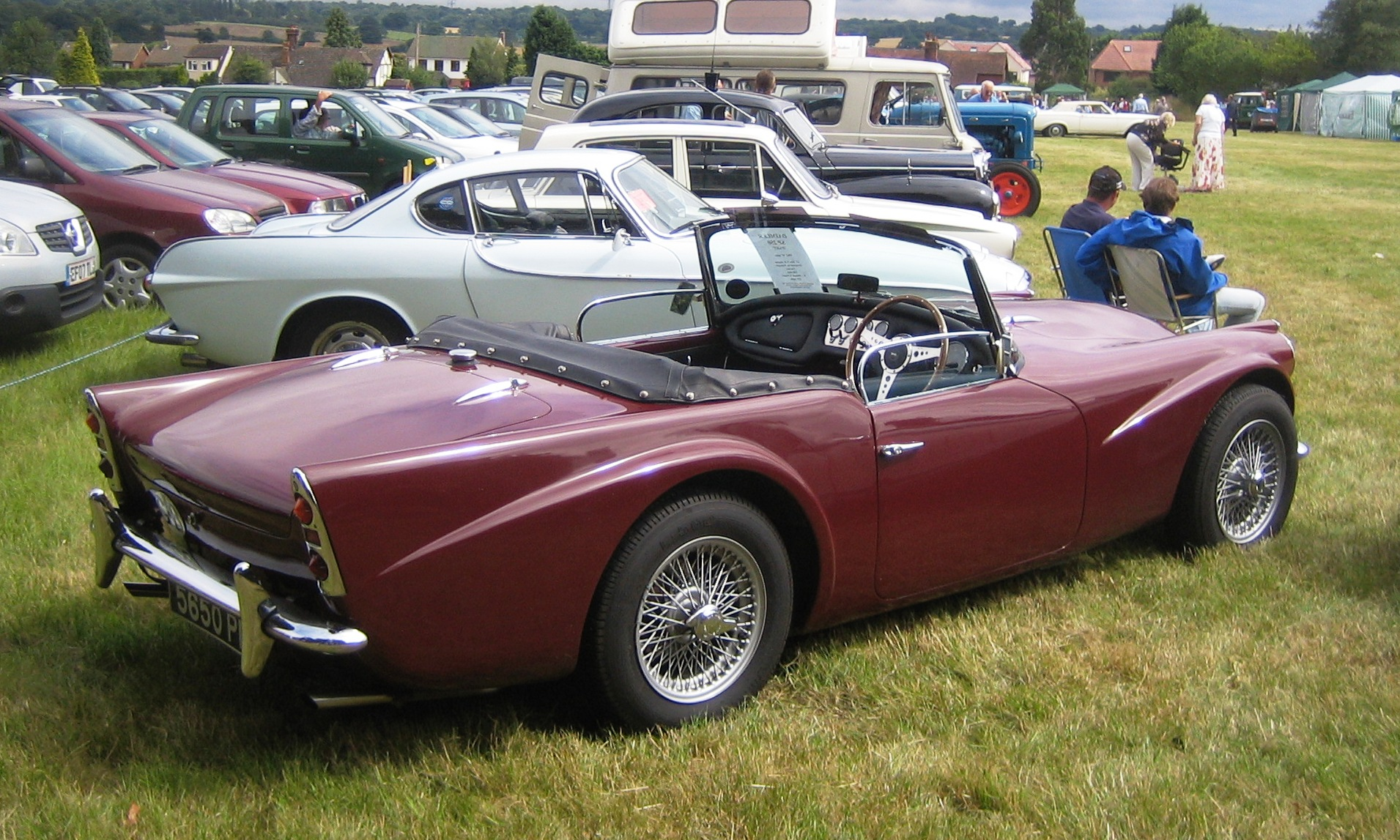
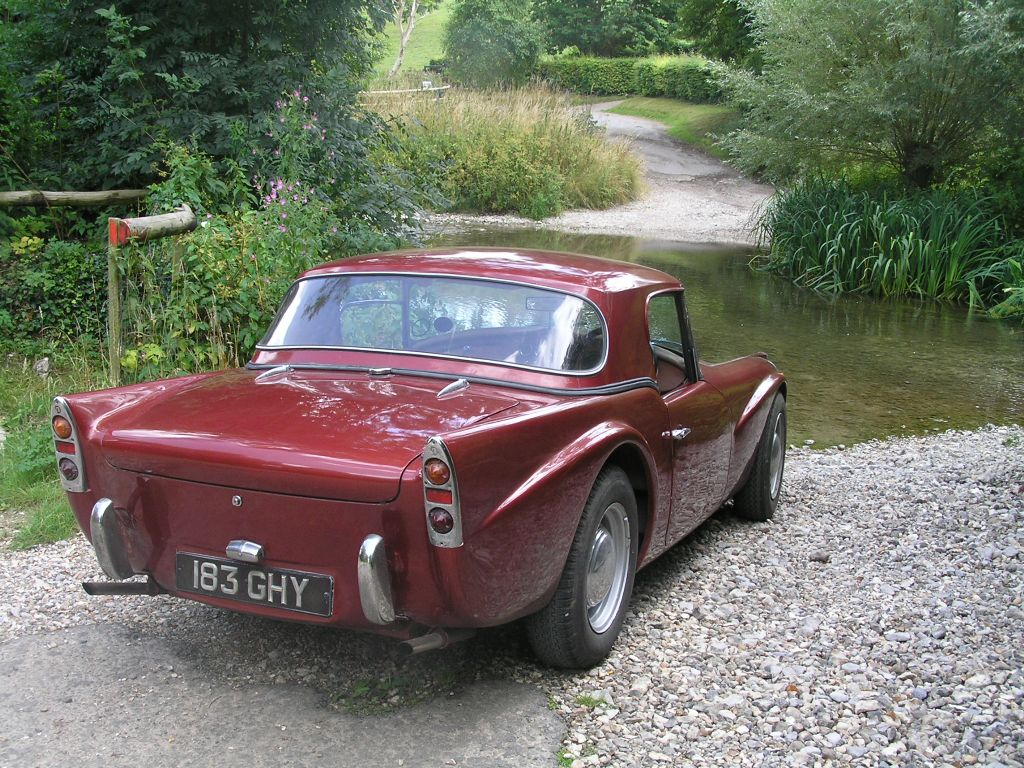